# Евкин-Бялосинский, Сергей Иванович
Сергей Иванович Евкин-Бялосинский (16 [28] ноября 1899, Севастополь, Таврическая губерния — 4 декабря 1982, Москва) — советский театральный деятель, фольклорист. Заслуженный работник культуры РСФСР (1965).

## Биография
Сергей Бялосинский родился 16 (28) ноября 1899 года в Севастополе. Учился в Севастопольском высшем начальном училище с 1908 по 1914 год. Имел скромный доход. Работал репетитором, экскурсоводом, кондуктором трамвая и переписчиком бумаг у секретаря мирового судьи.
Получил постоянную работу в 1916 году в Севастопольском городском общественном банке, где устроился на должность счетовода. Принимал участие в деятельности профсоюзного движения во время революционных событий 1917 года в Севастополе. Во время гражданской войны в июле 1919 года добровольно вступил в Красную армию. Участвовал в походе южных частей вооружённых сил под командованием Иона Якира.
После женитьбы на Еве Евкиной взял двойную фамилию — Евкин-Бялосинский. По другой версии он взял псевдоним Евкин во время гражданской войны при отступления из Севастополя, так как его семья оставалась в городе. При этом фамилия Евкин является производной от имени супруги — Евы Львовны.
Учился в драматической студии «Общество преподавателей» в Киеве в 1920 году. В 1924 году стал инициатором и организатором создания кооператива «Искусство» в Севастополе, где работал в течение двух лет. Затем являлся заведующим художественным подотделом Крымнаркомпроса, а позднее стал директором Крымского государственного драматического театра. В 1931 году руководил массовым показом первый музыкальным спектаклем на калмыцком языке «Улан-Сар».
В конце 1931 года назначен директором Центрального театра юного зрителя и параллельно получил должность директора Центрального Дома художественного воспитания детей. В 1933 году перешёл на позицию директора Московского парка культуры и отдыха «Сокольники», а затем — директора Всесоюзного дома народного творчества имени Надежды Крупской.
В 1930-е годы начал заниматься сбором фольклора (частушек и поговорок). Автор сборников «Колхозные частушки» (1939) и « Художественная самодеятельность России» (1967).
Во время Великой Отечественной войны был призван в ряды РККА. Демобилизовавшись в 1946 году, получил должность начальника отдела художественной самодеятельности Комитета по делам культпросвет учреждений при Совете министров РСФСР. Впоследствии являлся старшим инспектором Управления клубных учреждений Министерства культуры РСФСР и заместителем директора во Всесоюзном доме народного творчества имени Надежды Крупской
Сергей Иванович вышел на пенсию в 1975 году. На пенсии участвовал в деятельности Домом народного творчества.
Скончался 4 декабря 1982 года в Москве. Похоронен на Ваганьковском кладбище. Никита Шкловский-Корди передал в Главное архивное управление города Москвы личные вещи Евкина-Бялосинского, включающие в себя его монографии, статьи, воспоминания, дневники, письма и фотографии.

## Награды и звания
- Заслуженный работник культуры РСФСР (1965)[1]
- Орден Красной Звезды[4]
- Медаль «За победу над Германией в Великой Отечественной войне 1941—1945 гг.»[5]

## Семья
Дочь — поэт Нина Бялосинская (1923—2004).